# Impatiens thwaitesii
Impatiens thwaitesii är en balsaminväxtart som beskrevs av Hook. f.ex C. Grey-wilson. Impatiens thwaitesii ingår i släktet balsaminer, och familjen balsaminväxter. Inga underarter finns listade i Catalogue of Life.